# Grecia ai Giochi della XXVIII Olimpiade
La Grecia partecipò ai Giochi della XXVIII Olimpiade, svoltisi ad Atene, Grecia, dal 13 al 29 agosto 2004, con una delegazione di 426 atleti impegnati in trentatré discipline.

## Medaglie
| Medaglia | Nome                                  | Sport             | Evento                            |
| -------- | ------------------------------------- | ----------------- | --------------------------------- |
| Oro      | Thomas Bimis Nikolaos Siranidis       | Nuoto             | Trampolino 3 m sincro maschile    |
| Oro      | Īlias Īliadīs                         | Judo              | 81 kg maschile                    |
| Oro      | Sofia Bekatōrou Emilia Tsoulfa        | Vela              | 470 femminile                     |
| Oro      | Dimosthenis Tampakos                  | Ginnastica        | Anelli                            |
| Oro      | Athanasia Tsoumeleka                  | Atletica leggera  | Marcia 20 km femminile            |
| Oro      | Fanī Chalkia                          | Atletica leggera  | 400 m ostacoli femminili          |
| Argento  | Anastasia Kelesidou                   | Atletica leggera  | Lancio del disco femminile        |
| Argento  | Nikolaos Kaklamanakīs                 | Vela              | Mistral maschile                  |
| Argento  | Chrysopīgī Devetzī                    | Atletica leggera  | Salto triplo femminile            |
| Argento  | Grecia                                | Pallanuoto        | Torneo femminile                  |
| Argento  | Elisavet Mystakidou                   | Taekwondo         | 67 kg femminile                   |
| Argento  | Alexandros Nikolaidis                 | Taekwondo         | +80 kg maschile                   |
| Bronzo   | Pyrros Dīmas                          | Sollevamento pesi | 85 kg maschile                    |
| Bronzo   | Vasilīs Polymeros Nikolaos Skiathitīs | Canottaggio       | 2 di coppia pesi leggeri maschile |
| Bronzo   | Artiom Kiouregkian                    | Lotta             | Greco-romana 55 kg maschile       |
| Bronzo   | Miréla Manjani                        | Atletica leggera  | Lancio del giavellotto femminile  |

## Risultati

### Calcio
Maschile
| Atleta | Classifica |                   |
| --- | --- | ----------------- |
| V · D · M Nazionale olimpica greca · Calcio ai Giochi Olimpici Estivi 2004 1 Amparīs · 2 Galanopoulos · 3 Lagos · 4 Moras · 5 Vallas · 6 Stoltidīs · 7 Agritīs · 8 Nempegleras · 9 Salpiggidīs · 10 Mītrou · 11 Papadopoulos · 12 Karypidīs · 13 Goundoulakīs · 14 Fōtakīs · 15 Sapanīs · 16 Vyntra · 17 Taralidīs · 18 Giannou · 21 Manousakīs · CT : Apostolakīs | 15º |                   |
| Nazionale olimpica greca · Calcio ai Giochi Olimpici Estivi 2004 | |                   |
| 1 Amparīs · 2 Galanopoulos · 3 Lagos · 4 Moras · 5 Vallas · 6 Stoltidīs · 7 Agritīs · 8 Nempegleras · 9 Salpiggidīs · 10 Mītrou · 11 Papadopoulos · 12 Karypidīs · 13 Goundoulakīs · 14 Fōtakīs · 15 Sapanīs · 16 Vyntra · 17 Taralidīs · 18 Giannou · 21 Manousakīs · CT: Apostolakīs                                                                             | 1 Amparīs · 2 Galanopoulos · 3 Lagos · 4 Moras · 5 Vallas · 6 Stoltidīs · 7 Agritīs · 8 Nempegleras · 9 Salpiggidīs · 10 Mītrou · 11 Papadopoulos · 12 Karypidīs · 13 Goundoulakīs · 14 Fōtakīs · 15 Sapanīs · 16 Vyntra · 17 Taralidīs · 18 Giannou · 21 Manousakīs · CT: Apostolakīs | Grecia (bandiera) |

Femminile
| Atleta | Classifica |                   |
| --- | --- | ----------------- |
| V · D · M Nazionale greca femminile · Calcio ai Giochi Olimpici Estivi 2004 1 Giatrakis · 2 Lagoumtzi · 3 Smith · 4 Stratakis · 5 Pouridou · 6 Michailidou · 7 Soupiadou · 8 Katsaiti · 9 Tefani · 10 Chatzigiannidou · 11 Panteliadou · 12 Loseno · 13 Kavvada · 14 Papadopoulou · 15 Kalyvas · 16 Benson · 17 Lazarou · 18 Moschos · 19 Fostiropoulou · 20 Theochari · 21 Adamaki · 22 Papathanasiou · CT : Konstantinidou | 10º |                   |
| Nazionale greca femminile · Calcio ai Giochi Olimpici Estivi 2004 | |                   |
| 1 Giatrakis · 2 Lagoumtzi · 3 Smith · 4 Stratakis · 5 Pouridou · 6 Michailidou · 7 Soupiadou · 8 Katsaiti · 9 Tefani · 10 Chatzigiannidou · 11 Panteliadou · 12 Loseno · 13 Kavvada · 14 Papadopoulou · 15 Kalyvas · 16 Benson · 17 Lazarou · 18 Moschos · 19 Fostiropoulou · 20 Theochari · 21 Adamaki · 22 Papathanasiou · CT: Konstantinidou                                                                              | 1 Giatrakis · 2 Lagoumtzi · 3 Smith · 4 Stratakis · 5 Pouridou · 6 Michailidou · 7 Soupiadou · 8 Katsaiti · 9 Tefani · 10 Chatzigiannidou · 11 Panteliadou · 12 Loseno · 13 Kavvada · 14 Papadopoulou · 15 Kalyvas · 16 Benson · 17 Lazarou · 18 Moschos · 19 Fostiropoulou · 20 Theochari · 21 Adamaki · 22 Papathanasiou · CT: Konstantinidou | Grecia (bandiera) |

### Pallacanestro
Maschile
| Atleta | Classifica |
| --- | ---------- |
| V · D · M Nazionale greca - Pallacanestro ai Giochi della XXVIII Olimpiade - Torneo maschile 4 Alvertīs · 5 Papaloukas · 6 Zīsīs · 7 Papanikolaou · 8 Spanoulīs · 9 Fōtsīs · 10 Chatzīvrettas · 11 Ntikoudīs · 12 Tsartsarīs · 13 Diamantidīs · 14 Papadopoulos · 15 Kakiouzīs · All. Panagiōtīs Giannakīs | 5º         |
| Nazionale greca - Pallacanestro ai Giochi della XXVIII Olimpiade - Torneo maschile |            |
| 4 Alvertīs · 5 Papaloukas · 6 Zīsīs · 7 Papanikolaou · 8 Spanoulīs · 9 Fōtsīs · 10 Chatzīvrettas · 11 Ntikoudīs · 12 Tsartsarīs · 13 Diamantidīs · 14 Papadopoulos · 15 Kakiouzīs · All. Panagiōtīs Giannakīs                                                                                              |            |

Femminile
| Atleta | Classifica |
| --- | ---------- |
| V · D · M Nazionale greca - Pallacanestro ai Giochi della XXVIII Olimpiade - Torneo femminile 4 Kavvadia · 5 Kōstakī · 6 Delī · 7 Kalentzou · 8 Tasoulī · 9 Maltsī · 10 Saregkou · 11 Vasileiou · 12 Stachtiarī · 13 Samoroukova · 14 Christoforakī · 15 Kligkopoulou · All. Giōrgos Tsitskarīs | 7º         |
| Nazionale greca - Pallacanestro ai Giochi della XXVIII Olimpiade - Torneo femminile |            |
| 4 Kavvadia · 5 Kōstakī · 6 Delī · 7 Kalentzou · 8 Tasoulī · 9 Maltsī · 10 Saregkou · 11 Vasileiou · 12 Stachtiarī · 13 Samoroukova · 14 Christoforakī · 15 Kligkopoulou · All. Giōrgos Tsitskarīs                                                                                               |            |

### Pallanuoto
Maschile
| Atleta | Classifica |                   |
| --- | --- | ----------------- |
| V · D · M Nazionale maschile greca di pallanuoto · Giochi olimpici - Atene 2004 C. Afroudakīs · G. Afroudakīs · Chatzitheodorou · Deligiannis · Kalakonas · Loudīs · Mazis · Reppas · Santa · Schizas · Theodōropoulos · Thomakos · Vlontakīs · CT : Sandro Campagna | 4º |                   |
| Nazionale maschile greca di pallanuoto · Giochi olimpici - Atene 2004 | |                   |
| C. Afroudakīs · G. Afroudakīs · Chatzitheodorou · Deligiannis · Kalakonas · Loudīs · Mazis · Reppas · Santa · Schizas · Theodōropoulos · Thomakos · Vlontakīs · CT: Sandro Campagna                                                                                  | C. Afroudakīs · G. Afroudakīs · Chatzitheodorou · Deligiannis · Kalakonas · Loudīs · Mazis · Reppas · Santa · Schizas · Theodōropoulos · Thomakos · Vlontakīs · CT: Sandro Campagna | Grecia (bandiera) |

Femminile
| Atleta | Classifica |                   |
| --- | --- | ----------------- |
| V · D · M Nazionale femminile greca di pallanuoto · Giochi olimpici - Atene 2004 1 Ellinaki · 2 Asilian · 3 Melidōnī · 4 Karapataki · 5 Liosī · 6 Kozompolī · 7 Oikonomopoulou · 8 Roumpesi · 9 Moraitidou · 10 Karagianni · 11 Lara · 12 Moraiti · 13 Mylonaki · CT : Kyriakos Iosifidis | Argento |                   |
| Nazionale femminile greca di pallanuoto · Giochi olimpici - Atene 2004 | |                   |
| 1 Ellinaki · 2 Asilian · 3 Melidōnī · 4 Karapataki · 5 Liosī · 6 Kozompolī · 7 Oikonomopoulou · 8 Roumpesi · 9 Moraitidou · 10 Karagianni · 11 Lara · 12 Moraiti · 13 Mylonaki · CT: Kyriakos Iosifidis                                                                                   | 1 Ellinaki · 2 Asilian · 3 Melidōnī · 4 Karapataki · 5 Liosī · 6 Kozompolī · 7 Oikonomopoulou · 8 Roumpesi · 9 Moraitidou · 10 Karagianni · 11 Lara · 12 Moraiti · 13 Mylonaki · CT: Kyriakos Iosifidis | Grecia (bandiera) |